# 보츠와나
보츠와나 공화국(영어: Republic of Botswana 리퍼블릭 오브 부츠와나[*], 츠와나어: Lefatshe la Botswana [lɪˈfatsʰɪ la bʊˈtswana] 리파치 라 부츠와나), 줄여서 보츠와나(영어·츠와나어: Botswana 부츠와나[*], 문화어: 보쯔와나)는 아프리카 남부에 있는 내륙 국가이며 영연방의 구성국이다. 수도는 가보로네이며, 영토의 대부분은 칼라하리 사막이기 때문에 인구가 매우 적다.

## 역사
1966년 9월 30일, 보츠와나 공화국이라는 명명 하에 영국령 베추아날란드로부터 독립을 달성하였다.

## 지리

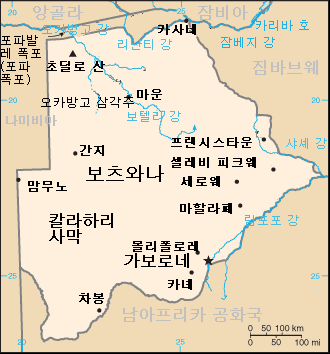
보츠와나의 지도

국토의 남부 약 3분의 1은 남회귀선 이남에 있고 북단은 남위 18°부근에 위치한다.
높은 산은 없으나 평균 해발고도 약 1,000m에 이르는 내륙국으로 남부의 지형은 동쪽이 구릉 지대로 높고, 서쪽을 향하여 완만한 경사를 이루며 낮아진다.
북부에서는 서단부의 고도가 다소 높다. 남서부는 칼라하리 사막으로 건조 지대이지만, 우계에는 풀이 무성해지는 소림 지대를 이루고, 비가 내린 후에는 큰 염호가 생긴다.
북동쪽에 맥가딕가디 염호, 북서쪽에 엔가미 호와 오카방고 삼각주가 전개된다. 그러나 북부의 오카방고강과 초베강, 남동쪽의 남아프리카 공화국과의 국경을 이루는 림포포강 및 마리코 강 외에는 일년 내내 물이 흐르는 강은 없다.
서쪽과 북쪽으로는 나미비아와 동쪽으로는 짐바브웨, 남쪽으로는 남아프리카 공화국과 국경을 맞대고 있다.

## 행정 구역
수도는 가보로네이다. 행정 구역은 9개 구로 구성되어 있다.

## 기후

쾨펜의 기후 구분에 따른 보츠와나의 기후

기후는 아열대 기후를 이루나 내륙의 고원에 위치하므로 여름에는 덥고 겨울에는 기온이 몹시 낮아져서 서리도 내리며, 밤낮의 기온차가 크다.
연평균 강수량은 약 450mm이다. 비는 주로 12월에서 4월에 내리고 지역적으로도 큰 차이를 보인다.
북부에서는 연강수량 650mm에 이르며 서쪽의 칼라하리 사막에서는 225mm 이하가 된다. 강우량은 변동이 심하며 아주 가끔씩 가뭄이 발생하기도 한다.

## 정치
(섬나라를 제외한) 아프리카 대륙에서는 가장 민주주의 수준이 높은 나라 중 하나로 일컬어진다. 아프리카의 주요 골칫거리 중 하나인 부족간 분쟁도 상대적으로 적은 편. 세레체 카마나 페스투스 모가에 등이 대통령을 역임했다. 주요 정당은 다음과 같다.

### 군대
보츠와나 헌법에 따르면 모병제(지원제)를 실시하며 총 1만 명이 육군이고 공군은 없다.

## 주민
선주 민족은 코이산족이었지만, 17세기 중반 남부에서 이주한 츠와나족이 지배했다. 코이산족은 인구는 적지만 현재도 보츠와나 각지에 살고 있다. 원래 수렵, 방목으로 생활을 하고 있었지만, 현재는 보츠와나 정부에 의한 정주 정책이 꽤 진행되어 이전과 같은 생활을 하고 있는 사람은 적다. 현재 이 나라의 인구의 약 95%를 츠와나족이 차지하고 그 밖의 카랑가족, 산족, 백인(일부 아프리카너와 영국인 등) 등이 살고 있다.

### 인구
2000년 인구 증가율은 0.76%, 출생률은 1,000명당 29.63명, 사망률은 22.08명이고, 영아 사망률은 61.68명으로 매우 높다. 평균수명은 39.27세로 낮은데 남자는 38.63세, 여자는 39.93세이다. 15세 미만 인구는 41%이다.
보츠와나는 2006년 현재 전체인구 중 36%가 에이즈에 감염되어 높은 감염률을 나타내고 있으며 그로 인한 사망자가 급증하여 평균수명이 곧 29세로 떨어지고 있다. 더군다나 노동 인구가 급격히 줄어 빈곤층의 빈곤이 심화되고 있는 것이 현실이다.

## 언어
영어는 1966년 헌법에서 공용어로 지정했다. 하지만 국민의 절대 다수는 일상에서 츠와나어를 사용하고 있고, 아프리칸스어 화자도 일부 존재한다.

## 종교
종교는 현지 고유의 종교와 기독교가 각각 절반을 차지한다. 이슬람교와 힌두교는 5000명만 존재한다.

## 교육
초등학교를 비롯하여 중학교, 교원 양성 학교, 전문 교육 기관이 있고, 고등 교육 기관으로는 수도 가보로네에 있는 국립 보츠와나 대학교와 보츠와나 농업 대학교가 있다. 문맹률은 중간 이상이며 HDI도 중간 이상이다.

## 사회
츠와나족은 반투계에 속한다.
이 지방의 순수 원주민인 부시먼족은 인구가 희박한 지역에서 아직도 원시 수렵생활을 하고 있으며, 백인과 반투계 여러 종족으로부터 박해를 받아 쇠퇴하였다.
언론은 그리 자유롭지는 않는 편이다. 신문은 일간지인 보츠와나 데일리뉴스 월간지인 애그리뉴스가 있고 방송은 보츠와나 텔레비전 연합과 라디오 보츠와나가 존재한다.

## 경제
경제는 예로부터 농업과 목축에 의존하고 있었으나 광업 개발과 더불어 경제에 큰 변화가 일어났다.

### 농업
주요 농산물은 사료용의 수수류이다. 옥수수는 남서부에서 널리 재배되고 있으나 보다 더 내건성인 카피르콘(수수의 일종)을 더 많이 재배한다. 생산량은 수요에 미치지 못하여 일부는 남아프리카공화국에서 곡류를 수입한다.
기후가 건조하여 목화나 땅콩의 재배는 어렵다. 하지만 관개가 가능한 지역은 과실 재배와 귤의 재배가 이루어지며 해바라기 씨도 산출한다.
농업은 지금도 주요 경제로서, 1999년 통계에 따르면 국내 총생산의 4%를 차지하였다.

### 목축업
목축업은 축산, 소의 사육으로 고기·우유·가죽을 산출하며 쇠고기와 가죽은 대표적인 수출품이다. 목초가 별로 많지 않은 내륙부에서는 산양과 양의 사육이 활발하다.
북부에서는 삼림도 개발되어 목재를 생산한다.

### 광업
지하 자원의 개발은 어려웠으나 1971년에는 오라파의 다이아몬드 광이, 1974년에는 셀레비피퀘의 동광과 니켈광이 개발되었다.
광업은 새로운 광산이 개발됨에 따라 크게 진전하여 경제의 급성장을 보이고 있으며 이와 함께 남아프리카 공화국과 미국, 영국 등의 자본이 진출하였다.
망간석, 석탄 외에 구리와 니켈도 채굴되는데, 광산 개발에는 정부도 15%의 자본참가를 하고 있다.
다이아몬드의 광산도풍부하나 많은 투자를 요구하기에 개발은 다른 광물에 비하여 뒤떨어진다. 광업은 1980년 국내 총생산의 25%를 차지하였으나 1998년에는 38%로 뛰어오른 것으로 본다.

### 공업
공업의 발달은 후진성이 잇따르며, 2차 산업은 국내 총생산의 46%를 차지한다. 무역면에서는 1999년 수출이 23억 6000만 달러, 수입이 20억 5000만 달러였다고 한다.
주요 수출품은 다이아몬드(72%), 구리, 니켈, 육류 등이고 주요 수입품은 공산품, 식료품, 기계류, 교통 장비, 직물, 석유 등이다.
주요 수출국은 유럽 국가(74%), 남아프리카 국가, 짐바브웨 등이고 수입국은 남아프리카 국가(78%), 유럽 국가, 짐바브웨 등이다.

## 교통
바다가 없는 내륙국가다보니 항구도 없어 주요 수출입 루트가 남아프리카 공화국을 거치는 형국이다. 경제의 중심인 동부 지역도 남아프리카 공화국을 연결하는 철도가 유일한 통과점이다. 다만 계속 개발 사업이 진행 중인건 감안할 부분.
공항은 프랜시스타운과 가보로네에 있다(1999년 통계).

## 문화
츠와나족의 예술가들은 일상 용품인 항아리, 섬유 등에 아름다운 감각을 넣는다는 말이 있다. 이 나라에서 만들어진 바구니는 '기린의 눈물', '황소의 오줌자국'과 '얼룩말의 이마'와 같은 이름을 환기시킬 수 있는 디자인을 아주 절묘하게 한다.
세츠와나어가 기독교 성서번역에 쓰여진 뒤로는 전통 문학은 쇠퇴해졌다.
고대 전설과 같은 풀레나족의 입으로 전해지는 이야기는 현대에 이르러서 세츠와나어로 쓰여졌다. 1986년에 간염으로 사망했던 남아공 태생의 보츠와나 작가인 베시 헤드는 시골 생활의 미와 잔혹에 대해 작품을 썼다고 한다.

## 대외 관계
국제 연합, 아프리카 연합, 영국 연방(커먼웰스)에 적극적으로 가입하였다.
이 나라는 원래 중립 외교를 하였으나 1973년 10월 소비에트 연방과의 외교 관계 수립을 계기로 1974년 3월에는 중화민국과의 관계를 단절했다. 그 해 12월에는 중화인민공화국과 국교를 수립했다. 1977년에는 쿠바와 국교 수립을 하였다.
2006년 현재 유럽, 아프리카, 아랍 세계 국가들과의 관계도 긴밀하다.

### 대남아프리카 관계
남아프리카 공화국과의 관계는 우호적이다. 보츠와나의 축구 선수들이 대거 남아프리카 공화국으로 진출할 정도이다.

### 대한 관계
한국과는 1968년 4월 외교 관계를 수립하였다. 소련과의 수교를 계기로 1974년 12월에 조선민주주의인민공화국과의 외교 관계도 수립하였으나, 남한과 관계를 끊지 않았다. 오히려 2014년엔 조선민주주의인민공화국의 인권 문제를 거론하며 외교관계를 단절하였다.
2000년 당시 대한 수입은 398만 달러, 수출은 2만 2천 달러였다고 한다. 한국인 교민 100여명이 이 나라에 살고 있는 것으로 알려져있다.

### 보츠와나
- (영어) 보츠와나 정부 공식 홈페이지
- (영어) 보츠와나 언론

### 대한민국
- 주남아프리카 공화국 대사관의 보츠와나 설명[깨진 링크(과거 내용 찾기)]

### 다른 소스
- 지리 데이터: 보츠와나 - 오픈스트리트맵
- (영어)  위키미디어 아틀라스 - 보츠와나